# Enantia jethys
Enantia jethys is een vlindersoort uit de familie van de Pieridae (witjes), onderfamilie Dismorphiinae.
Enantia jethys werd in 1836 beschreven door Boisduval.